# Kim Soo-ro
Kim Sang-joong (Anseong, Gyeonggi.7 de mayo de 1970  conocido artísticamente como Kim Soo-ro, es un actor surcoreano.

## Biografía
Kim estudió teatro en el Instituto de las Artes de Seúl  y en la universidad Dongguk, entonces se unió al Mokwha Repertory Company.
El 1 de diciembre de 2021 se anunció que había dado positivo para COVID-19 a pesar de tener sus dos vacunas, por lo que se encontraba tomando las medidas necesarias.

## Carrera
Es miembro de la agencia SM C&C.
En 1993 realizó su debut cinematográfico con un papel menor en Two Cops, y llegó a ser conocido por ser un actor de apoyo que se robaba la escena, especialmente en comedias como The Foul King, Hi! Dharma!, Fun Movie y S Diary.
Con Vampire Cop Ricky en 2006, Kim empezó a protagonizar y fue seguido por las películas A Bold Family, Our School's E.T., Death Bell 2: Bloody Camp, The Quiz Show Scandal, Romantic Heaven, and Ghost Sweepers. Él también ha participado en las series Master of Study y A Gentleman's Dignity.

## Filmografía

### Series
| Año  | Título                   | Rol                               | Red           | Notas               | Ref.  |
| ---- | ------------------------ | --------------------------------- | ------------- | ------------------- | ----- |
| 2007 | Thank You                | hermano del Dr. Oh                | MBC           | Cameo (Episodio 16) |       |
| 2008 | Fight                    |                                   | tvN           | Cameo               |       |
| 2010 | Master of Study          | Kang Seok-ho                      | KBS2          |                     |       |
| 2012 | Como aman los hombres    | Im Tae-san                        | SBS           |                     |       |
| 2013 | My Love from the Star    | Lee Hyung-wook                    | SBS           | Cameo (Episodio 5)  |       |
| 2015 | Reply 1988               | propietario de la tienda de snack | tvN           | Cameo (Episodio 3)  |       |
| 2016 | Por favor regresa, señor | Han Gi-tak                        | SBS           |                     |       |
| 2021 | Inspector Koo            | Go Dam                            | JTBC, Netflix | Ep. 4, 6            |       |
| 2022 | From Today, We           | Choi Seong-il                     | SBS           |                     | [ 6 ] |
| 2022 | Detrás de cada estrella  | él mismo                          | tvN, Netflix  | Cameo               | [ 7 ] |
| 2024 | Mi San Valentín militar  |                                   | Viki          | Aparición especial  |       |

### Películas
| Año  | Título                                                 | Rol                                      | Notas |
| ---- | ------------------------------------------------------ | ---------------------------------------- | ----- |
| 1993 | Two Cops                                               | Cadete                                   |       |
| 1998 | Two Cops 3                                             |                                          |       |
| 1999 | Shiri                                                  | Ahn Hyeon-cheol                          |       |
| 1999 | Attack the Gas Station                                 | repartidor de comido                     |       |
| 2000 | The Foul King                                          | Yoo Bi-ho                                |       |
| 2000 | Why Do I Want to Be a Boxing Referee?                  |                                          |       |
| 2000 | Bichunmoo                                              | Ashin                                    |       |
| 2000 | Libera Me                                              |                                          |       |
| 2001 | Last Present                                           | Yoo-sik                                  | Cameo |
| 2001 | Kick the Moon                                          | Cameo                                    |       |
| 2001 | Hi! Dharma!                                            | Wang Ku-ra                               |       |
| 2001 | The Last Witness                                       |                                          |       |
| 2001 | Volcano High                                           | Jang Ryang                               |       |
| 2002 | Fun Movie                                              |                                          |       |
| 2003 | Madeleine                                              | Mah-ho                                   |       |
| 2004 | Taegukgi                                               | Miembro de la Federación Anti-Communista | Cameo |
| 2004 | Dance with the Wind                                    | Man-su                                   |       |
| 2004 | Windstruck                                             | Hospedero                                | Cameo |
| 2004 | S Diary                                                | Jeong-seok                               |       |
| 2005 | A Bold Family                                          | Myung-gyu                                |       |
| 2005 | All for Love                                           | Park Sung-won                            |       |
| 2005 | Shadowless Sword                                       | Cameo                                    |       |
| 2006 | Vampire Cop Ricky                                      | Na Do-yeol                               |       |
| 2006 | Detective Mr. Gong                                     | Cameo                                    |       |
| 2006 | A Cruel Attendance                                     | Dong-cheol                               |       |
| 2007 | Big Bang                                               | Yang Chul-gon                            |       |
| 2008 | Life Is Cool                                           | Baek Il-kwon                             |       |
| 2008 | Our School's E.T.                                      | Chun Sung-geun                           |       |
| 2009 | Five Senses of Eros                                    | Bong Jan-woon                            |       |
| 2009 | The Righteous Thief (The Descendants of Hong Gil-dong) | Lee Jeong-min                            |       |
| 2009 | Take Off                                               | Loan Shark Boss                          |       |
| 2010 | Attack the Gas Station 2                               | Ha Re-yi                                 | Cameo |
| 2010 | Death Bell 2: Bloody Camp                              | Teacher Cha                              |       |
| 2010 | The Quiz Show Scandal                                  | Lee Do-yeob                              |       |
| 2011 | Romantic Heaven                                        | Song Min-gyu                             |       |
| 2011 | Mr. Idol                                               | Sa Hee-moon                              |       |
| 2011 | My Way                                                 | hombre con el Micrófono                  | Cameo |
| 2012 | I Am the King                                          | guerrero Hwang-goo                       |       |
| 2012 | Ghost Sweepers                                         | profesor Park                            |       |
| 2013 | Top Star                                               | Choi Kang-chul                           |       |
| 2014 | Awaiting                                               |                                          |       |

### Espectáculos de variedades
| Fecha                   | Título                       | Red            | Notas                          |
| ----------------------- | ---------------------------- | -------------- | ------------------------------ |
| 2008-07-15 - 2010-02-14 | Family Outing                | SBS            | elenco regular de los miembros |
| 2010-05-30 - 2010-06-20 | Hero's Challenge             | SBS Plus       | anfitrión                      |
| 2010-08-19 - 2010-09-16 | Celebrities Goes To School   | Mnet           | MBLAQ Maestro                  |
| 2011-02-12 - 2011-02-26 | Talent Sharing Project DREAM | tvN            |                                |
| 2012-08-19 - 2012-11-25 | God of Victory               | MBC            | anfitrión                      |
| 2012-11-28 - presente   | My Queen                     | La Historia En | Coanfitrión con Kim Min jong   |
| 2013-04-14 - 2015-01-18 | Los Hombres De Verdad        | MBC            | elenco regular de los miembr   |
| 2013-09-24              | Bailando 9                   | Mnet           | Juez                           |

## Teatro
| Año       | Título                        | Rol               | Notas             |
| --------- | ----------------------------- | ----------------- | ----------------- |
| 1994      | Baekma River in the Moonlight |                   |                   |
| 1995      | Romeo y Juliet                |                   |                   |
| 2009      | Las Profundidades más Bajas   | Vaska Pepel       |                   |
| 2010-2011 | Lee Gi-dong Gimnasio          | También productor |                   |
| 2013      | Blog de Europa                | Jong-il           |                   |
| 2014      | Las Profundidades más Bajas   | El Actor          | También productor |
| 2015      | Taxista                       |                   |                   |

## Premios y nominaciones
| Año  | Premio                       | Categoría                                                           | Trabajo nominado      | Resultado |
| ---- | ---------------------------- | ------------------------------------------------------------------- | --------------------- | --------- |
| 2001 | 22nd Blue Dragon Film Awards | mejor actor de reparto                                              | Hola! Dharma!         | Nominado  |
| 2002 | 23. Blue Dragon Film Awards  | mejor actor de reparto                                              | Volcán Alto           | Nominado  |
| 2004 | 41st Grand Bell Awards       | mejor actor de reparto                                              | Baile con el Viento   | Nominado  |
| 2008 | SBS Entertainment Awards     | PD Premio                                                           | Family Outing         | Ganador   |
| 2010 | 46th Baeksang Arts Awards    | mejor actor (televisión)                                            | Master of Study       | Nominado  |
| 2010 | 3rd Korea Drama Awards       | mejor actor                                                         | Master of Study       | Nominado  |
| 2010 | KBS Drama Awards             | Premio de excelencia, Actor en una Miniserie                        | Master of Study       | Ganador   |
| 2012 | KBS Drama Awards             | Premio de excelencia, Actor en una Obra/de Serial del Fin de semana | A Gentleman's Dignity | Ganador   |
| 2012 | MBC Entertainment Awards     | Premio de excelencia en un Espectáculo de Variedad                  | Dios de Victoria      | Nominado  |
| 2013 | MBC Entertainment Awards     | Premio de Excelencia superior                                       | Real Men              | Ganador   |
| 2013 | MBC Entertainment Awards     | Premio de excelencia en un Espectáculo de Variedad                  | Real Men              | Nominado  |
| 2014 | MBC Entertainment Awards     | Premio magnífico (Daesang)                                          | Real Men              | Nominado  |
| 2014 | MBC Entertainment Awards     | Premio de Excelencia superior en un Espectáculo de Variedad         | Real Men              | Nominado  |
| 2014 | MBC Entertainment Awards     | Premio de amistad                                                   | Real Men              | Ganador   |